# ホーショール

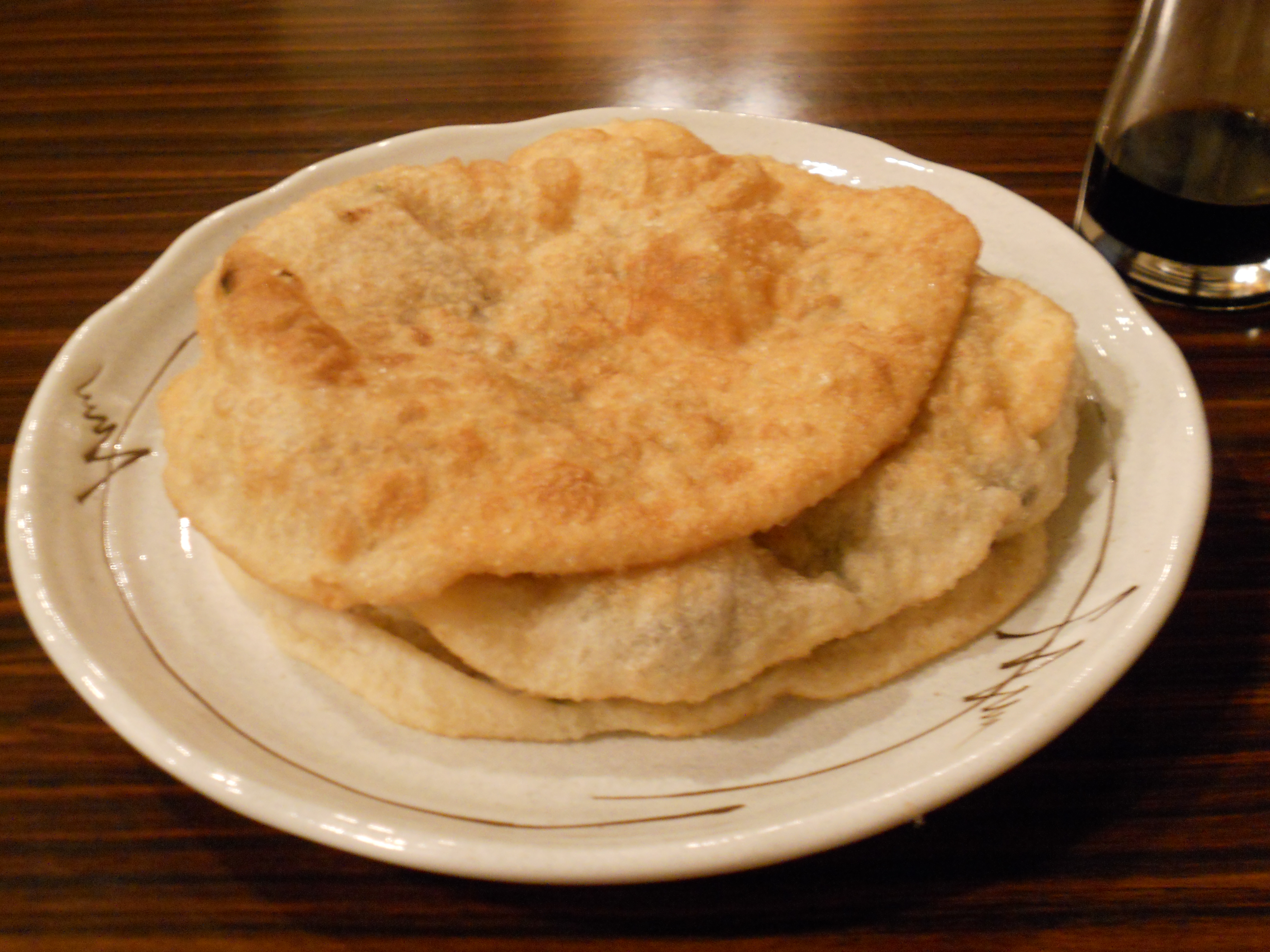
ホーショール

ホーショール（モンゴル語：хуушуур、ᠬᠤᠤᠱᠤᠤᠷ、khuushuur）はモンゴル料理の一つで、小麦粉を練った生地でひき肉やたたき肉などを包み、油脂で揚げたものである。各家庭で日常調理されるほかに、ナーダムの屋台や食堂などの外食、弁当などで広く食される、ボーズとならぶ一般的なモンゴル料理である。